# 영원사 (함양군)
영원사(靈源寺)는 경상남도 함양군 마천면에 있는 대한불교조계종 사찰이다.
조계종 제12교구 본사 해인사의 말사이다. 해발 920미터의 고지대인 지리산 중턱 울창한 숲 속에 위치해 있다. 이 지역의 지리산 줄기는 일명 삼정산으로도 불린다.
신라 시대에 영원대사가 창건하여 영원사라는 이름이 붙었다는 이야기가 전해온다. 영원이 지리산에 토굴을 파고 8년을 계속 참선 수도를 하였으나 깨달음을 얻지 못해 산길을 내려오던 중, 물 없는 산 속에서 낚싯대를 드리우고 있던 노인의 말을 듣고 다시 정진해 깨우침을 얻게 되어 그 자리에 영원사를 지었다는 전설이다. 서산대사와 사명대사를 비롯해 청매, 포광, 설파 등 선불교 고승들이 거처간 수도 도량이다.
삼정산을 배경으로 앞쪽으로는 벽소령이 병풍처럼 둘러싸고 있어 경치가 수려하다. 한때는 선방이 100칸이 넘을 정도로 내지리에서 가장 큰 사찰이었다고 하나, 여순 14연대 반란사건 때 반란군의 아지트가 된 뒤 한국 전쟁 때는 지리산이 유격대와 대한민국 국군 토벌대 간의 격전지가 되면서 완전히 소실되었다. 지금의 건물은 1973년에 새로 지은 것이다.
여러 고승들이 거쳐간 만큼 인근에 부도가 흩어져 있다. 모두 5기의 조선 시대 부도가 횡렬로 늘어서 있는 사찰 동편 숲속의 부도군은 함양군 유형문화재 제445호로 지정되어 있다. 이 부도 가운데 가장 오래된 것으로 보이는 설파의 부도는 18세기에 조성된 것이다. 지리산 등산 루트 중 영원사를 끼는 영원사 루트가 관광상품화를 위해 1998년부터 개발되기도 했다. 이 루트는 경남 산청군, 하동군, 함양군 등 3개 군이 공동 개발한 것이다.

## 같이 보기
- 지리산

## 참고자료
- “100칸의 웅장한 가람에 109명의 고승이 수도한 영원사(靈源寺)”. 전통사찰관광종합정보. 2008년 6월 5일에 확인함.